# Josef Berger (Radsportler)
Josef „Sepp“ Berger (* 11. März 1921 in Rosenheim; † 28. Mai 1997 in Prutting) war ein deutscher Radrennfahrer und nationaler Meister im Radsport.

## Sportliche Laufbahn
Berger war im Straßenradsport und im Bahnradsport aktiv. 1939 wurde er zur Wehrmacht eingezogen. Er erlitt vier Kriegsverletzungen und verbrachte mehrere Monate im Krankenhaus. Zum Ende des Jahres 1946 wurde er aus der amerikanischen Kriegsgefangenschaft entlassen. Nach dem Ende des Zweiten Weltkrieges wurde er 1946 Berufsfahrer. Er wurde 1947 mit Emil Schöpflin als Partner Vize-Meister in der nationalen Meisterschaft im Zweier-Mannschaftsfahren hinter Rudi Mirke und Hans Preiskeit. In der ersten Straßenmeisterschaft nach dem Zweiten Weltkrieg 1946 kam er hinter Karl Kittsteiner auf den zweiten Rang. 1947 gewann Berger die nationale Meisterschaft im Kriterium. In der Einerverfolgung wurde er 1948 hinter Heinrich Schwarzer Vize-Meister, 1953 wurde er in der Einerverfolgung und im Zweier-Mannschaftsrennen Dritter.
In der Deutschland-Rundfahrt wurde Berger 1948 (Grünes Band der IRA) 10. und gewann zwei Etappen. 1949 fand das Etappenrennen ebenfalls unter dem Namen Grünes Band der IRA statt und Berger holte erneut zwei Etappensiege. 1950 siegte er im Eintagesrennen Bayrische Rundfahrt vor Gerhard Stubbe und gewann die Hochland-Rundfahrt. In Bonn gewann er den 3. Lauf der Deutschen Meisterschaft im Straßenrennen 1950. 1951 gewann er eine weitere Etappe der Deutschland-Rundfahrt, 1952 kam er auf den 16. Rang der Gesamtwertung. 1955 trat er vom Radsport zurück.

## Familiäres
Sein Bruder Franz Xaver Berger war ebenfalls Radrennfahrer und Gründer des Radsportvereins Rosenheim. Sein Vater war vor dem Ersten Weltkrieg Radrennfahrer.